# Doliwy (przystanek kolejowy)
Doliwy – zlikwidowany w 1945 roku przystanek osobowy w Doliwach na linii kolejowej Olecko – Kruklanki, w powiecie oleckim, w województwie warmińsko-mazurskim, w Polsce.